# Vengeons
Vengeons är en kommun i departementet Manche i regionen Normandie i norra Frankrike. Kommunen ligger i kantonen Sourdeval som tillhör arrondissementet Avranches. År 2018 hade Vengeons 449 invånare.

## Befolkningsutveckling
Antalet invånare i kommunen Vengeons
| Referens: INSEE |